# Костелище
Костелище (рос. Костелище) — присілок в Себезькому районі Псковської області Російської Федерації.
Населення становить 6 осіб. Входить до складу муніципального утворення Муніципальне утворення Ідриця.

## Історія
Від 2015 року входить до складу муніципального утворення Муніципальне утворення Ідриця.

## Населення
| 2001 | 2002 | 2010 |
| ---- | ---- | ---- |
| 25   | ↗26  | ↘6   |